# Altino Arantes
Altino Arantes Marques (Batatais, 29 de setembro de 1876 — São Paulo, 5 de julho de 1965) foi o décimo governador do Estado de São Paulo no período de maio de 1916 até maio de 1920.
Formado na Faculdade de Direito do Largo de São Francisco em 1895, foi deputado federal por quatro mandatos de 1906 a 1908, de 1911 a 1915, 1921 a 1930 e deputado constituinte em 1946. Foi governador do Estado de São Paulo de 1916 a 1920. Foi membro da Academia Paulista de Letras e presidente efetivo do Instituto Histórico e Geográfico de São Paulo e foi o primeiro presidente do Banco de Crédito Hipotecário e Agrícola do Estado de São Paulo, posteriormente, renomeado Banco do Estado de São Paulo S/A, em 1927.

## Biografia

### O início da carreira
Como deputado federal distinguiu-se por sua colaboração na criação da Caixa de Conversão (1906) que visava à estabilidade cambial e ao controle da crise do mercado do café. Autorizada a emitir bilhetes conversíveis, garantidos por lastro em moedas de ouro nacionais e estrangeiras, como a libra e o dólar, fazia parte de uma política de valorização do café. Sua criação está ligada ao pacto interestadual conhecido como Convênio de Taubaté.
Defendeu a existência de uma legação brasileira no Vaticano e foi o relator do orçamento durante o Governo Washington Luís. Como deputado constituinte de 1946 defendeu o regime presidencialista.
Foi secretário do Interior (que englobava Educação e Saúde) nos governos de Albuquerque Lins (de 1911 a 1912) e do conselheiro Rodrigues Alves (1912 a 1915) antes de ser eleito presidente do estado de São Paulo (1916 a 1920).

### Como secretário do interior
Assinou - como secretário do Interior de Rodrigues Alves - a Lei nº 1.357, de 19 de dezembro de 1912, que implantou a Faculdade de Medicina e Cirurgia de São Paulo (atual Hospital das Clínicas);

### Como presidente do estado
Iniciou o governo do estado com o lema “produzir e economizar”. Seu governo ficou conhecido como o "governo dos quatro gês", referentes à "guerra", "greve", "geada" e "gripe" (espanhola), que ele teve que enfrentar.

#### Educação
Seus principais atos administrativos foram:
- Consolidação das leis de ensino;
- Criação de escolas profissionalizantes formando operários especializados;

- Combateu o analfabetismo pela criação de várias Escolas Normais para formação de professores e pelo aumento do número de escolas em todo o interior estado e na capital.

#### Saúde
- Promoveu o combate sistemático ao mal de Hansen – quando presidente inaugurou o Leprosário de Santo Ângelo;
- Por ocasião da gripe espanhola (1918), empenhou-se para que São Paulo fosse um dos estados mais bem organizados no combate a esse flagelo, tendo ajudado o resto do Brasil com médicos, enfermeiros e remédios. Foram seus secretários Emílio Ribas e Artur Neiva.

#### Justiça e Segurança Pública- A greve de 1917
Inaugurou, em 21 de abril de 1920, a Penitenciária do Estado, sob o nome de Instituto de Regeneração, no bairro do Carandiru, composta por dois pavilhões.
Projetada por Samuel das Neves para abrigar até 1 200 detentos, foi concebida sob o signo de estabelecimento prisional modelar. Sua construção ficou a cargo do engenheiro-arquiteto Ramos de Azevedo, e era considerada uma instituição penal exemplar para as Américas, desde sua inauguração até 1940. Nesse ano atingiu sua capacidade máxima de lotação.
Stefan Zweig, que visitou o Carandiru em 1936, escreveu suas impressões em seu livro Encontros com homens livros e países, e declarou-se impressionado com o sentido humano com que era tratado o problema penitenciário, ressaltando que a limpeza e higiene exemplares faziam com que o presídio se transformasse em uma 'fábrica do trabalho'  .
A partir de 1940 o até então presídio-modelo começa a sofrer sucessivas crises causadas por superlotação, tendo seu projeto original sido desfigurado na ampliação realizada em 1956, no governo de Jânio Quadros. Na década de 1990 no Carandiru se amontoavam mais de oito mil detentos, o que provocou violentas rebeliões que acabaram por determinar seu fechamento em 2002.
Enfrentou uma onda de greves em 1917, que culminou com uma violenta greve geral, em julho daquele ano. Hermínio Linhares em seu livro Contribuição à história das lutas operárias no Brasil.; 2ª Ed.; São Paulo; Alfa-Omega; 1977 diz: O auge deste período foi a greve geral de julho de 1917, que paralisou a cidade de São Paulo durante vários dias. Os trabalhadores em greve exigiam aumento de salário. O comércio fechou, os transportes pararam e o governo impotente não conseguiu dominar o movimento pela força. Os grevistas tomaram conta da cidade por trinta dias. Leite e carne só eram distribuídos a hospitais e, mesmo assim, com autorização da comissão de greve. O governo abandonou a capital. (...).
Com a inflação, chamada, na época, de "carestia de vida", causada pela primeira guerra mundial surgiu pressões para aumento de salários. Altino atribuiu a greve à infiltração de anarquistas e comunistas e subversivos no movimento sindical, que segundo Altino, em sua Mensagem ao Congresso Legislativo do Estado de São Paulo, de 1918, o seu governo agiu "como elemento de mediação amparando concomitantemente os direitos de patrões e operários e velando pela ordem pública".
Altino afirmou, ainda, que, mesmo, depois da conquista de aumentos salariais de 15 a 30%, anarquistas ainda incitavam a nova greve e nova onda de depredações. A partir desses eventos passou a considerar perigosa a generalização dos movimentos grevistas e instituiu, no plano policial, a prevenção aos movimentos gerais e a perseguição aos anarquistas.
Defendia a proibição das greves nos serviços públicos essenciais. Em 1919 chegou a acreditar que iria se tornar vitima de um atentado fatal, a ser perpetrado por anarquistas.

#### Transportes
Viu-se forçado a encampar duas ferrovias, a Sorocabana e a Araraquarense (The São Paulo Northern Railroad Company).
Organizou o "Primeiro Congresso Paulista de Estradas de Rodagem", realizado em São Paulo, de 30 de maio a 7 de junho de 1917, que discutiu regras e fontes de recursos para ampliação e para manutenção da malha rodoviária paulista.
Sob administração privada e estrangeira, ambas as ferrovias estavam sendo muito mal conservadas e mal administradas, o pagamento dos salários de seus funcionários sofria frequentes atrasos - o que provocava greves - e esses importantes meios de transporte já não atendiam às necessidades de escoamento dos produtos agrícolas do estado de São Paulo. A Sorocabana estava arrendada ao truste do capitalista norte-americano Percival Farquhar - um dos  pivôs da Guerra do Contestado - , importante personagem, que deixou um rastro controverso e polêmico, lembrado por toda a América Latina.
Altino Arantes foi muito criticado pela mídia, na época, por ter promovido essas encampações. Mas todas as suas decisões foram ratificadas pelos tribunais do estado de São Paulo e pelo Supremo Tribunal Federal.
Ao deixar o governo, realizou gestões para que o estado encampasse a Southern San Paulo Railway Co. - que foi adquirida em 1926, no governo de Júlio Prestes - o que veio a permitir, finalmente, à Estrada de Ferro Sorocabana, anos mais tarde, chegar a Santos, quebrando assim o monopólio de acesso ao porto, que fora longamente detido pela Inglesa São Paulo Railway (Santos a Jundiaí).

#### Economia
Obtendo um pequeno empréstimo junto ao Governo Federal (de Venceslau Brás), conseguiu o governo Altino Arantes dar apoio à lavoura de café do estado - quase totalmente destruída pela geada - comprando o estoque encalhado dos agricultores, que estava sem mercado devido à Primeira Guerra Mundial (1914-18).
Propiciou a criação de caixas econômicas por todo o estado de São Paulo, incrementando o desenvolvimento da economia e oferecendo crédito a juros baixos.
Em 30 de dezembro de 1916 promulgou a Lei nº 1.544, do Congresso Legislativo, criando as Caixas Econômicas na Capital, Santos, Campinas e Ribeirão Preto, destinadas a receber pequenos depósitos e estimular a formação de pecúlios populares. O Decreto nº 2.765, de 19 de janeiro de 1917, regulamentou a lei. A Caixa Econômica do Estado de São Paulo foi inaugurada no dia 22 de março de 1917.
Nacionalizou, em 1919, o controle do Banco de Crédito Hipotecário e Agrícola do Estado de São Paulo - originalmente fundado com capitais franceses, capitaneados pela instituição bancária Joseph Loste & Cie. Nesse ano o Tesouro do Estado de São Paulo comprou, dos franceses, o controle acionário do banco, tendo para isso obtido a colaboração financeira do então poderoso Instituto do Café de São Paulo. Foi esse o banco que, no dia 22 de setembro de 1927, se transformou no Banco do Estado de São Paulo (Banespa), sob controle acionário do governo do estado. Altino Arantes foi o primeiro presidente do Banespa.
Em 1930 o Banespa tornou-se o primeiro banco a propiciar crédito bancário agrícola no Brasil.
Ainda como presidente do estado, inaugurou a ponte sobre o rio Paranapanema e demarcou as divisas de São Paulo com o Paraná.
De sua administração recorda-se também o incentivo à imigração japonesa, iniciada em 1908, o que lhe valeu a outorga da comenda do Sol Nascente (a mais importante do Japão) pelo Imperador japonês.

### Após o governo
Apesar desses flagelos, ao passar a presidência do Estado para seu sucessor, Washington Luís, deixou não só um saldo apreciável no Tesouro Estadual, como anunciou estarem em dia todos os compromissos internos e externos do governo do estado de São Paulo.
Teve importante participação na Revolução Constitucionalista de 1932. Com a derrota do movimento, foi preso pelo governo de Getúlio Vargas e foi enviado para o exílio em Portugal.
Conciliador e grande defensor da unidade do Partido Republicano Paulista (PRP), abdicou da oportunidade de disputar a presidência do Brasil em 1920, quando seu nome era o mais cotado para o cargo.
Depois do golpe de 1937, reorganizou o PRP, como presidente da comissão diretora. Foi candidato a vice-presidente do Brasil em 1950, na chapa de Cristiano Machado.

## Acervo Pessoal
O Arquivo Público do Estado de São Paulo (APESP) tem, sob sua guarda, o arquivo pessoal de Altino Arantes, doado por sua filha Maria Bernadette Arantes Junqueira. O acervo reúne registros da vida pessoal e pública de Arantes, com ofícios, cartas e telegramas de notificação, além de algumas fotografias e a cópia reprográfica de seu diário pessoal, em 16 volumes. A Academia Paulista de Letras dispõe de alguma documentação produzida por Altino Arantes (algumas cartas, por exemplo) ou a ele dedicada(como homenagens).

## Homenagens

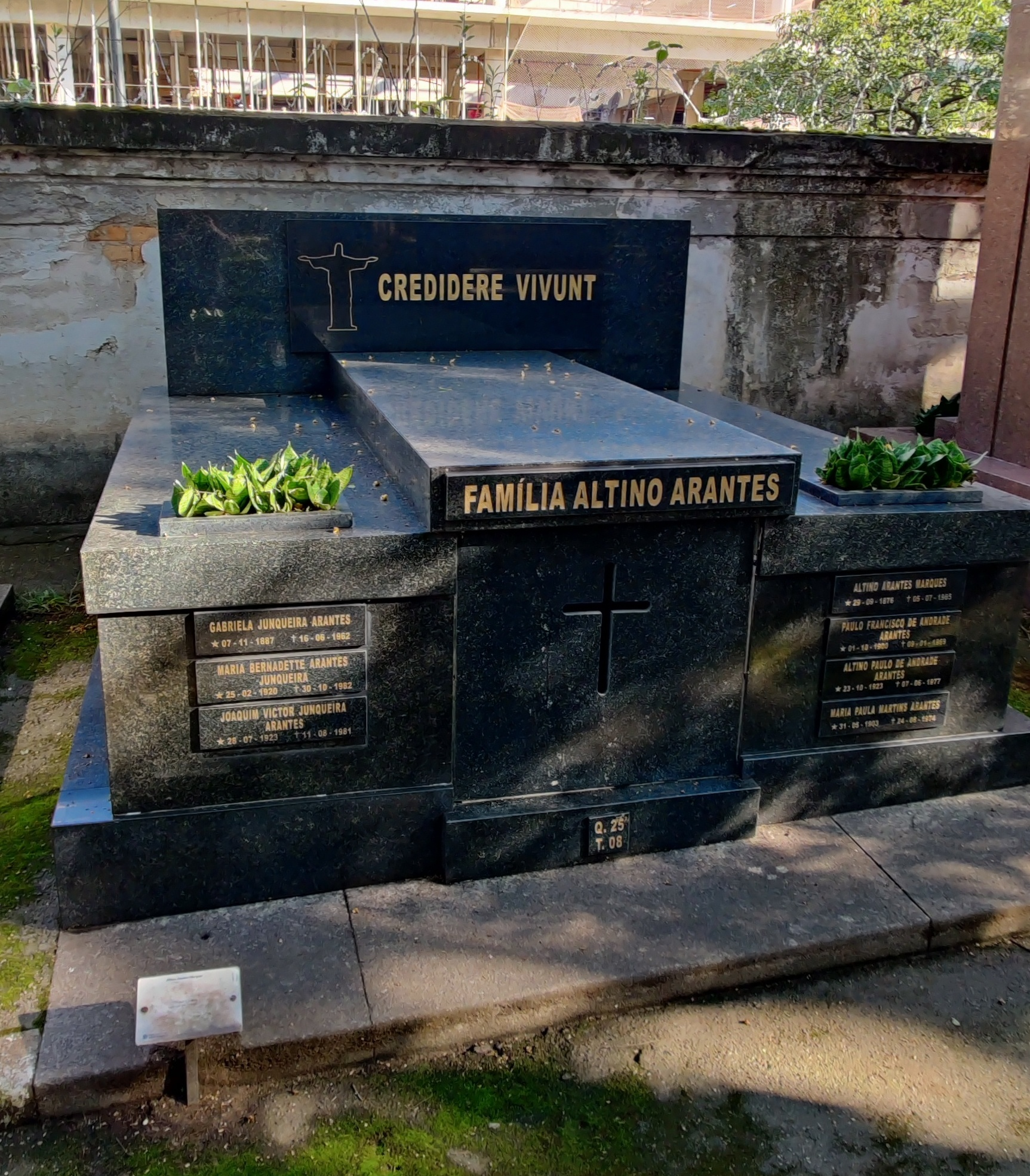
Túmulo de Altino Arantes e familiares no Cemitério da Consolação em São Paulo (2022)

- Em Batatais existe a Biblioteca Pública Municipal "Dr. Altino Arantes" instalada na Estação Cultura leva seu nome e nela possui uma estante imponente de madeira de lei que era de sua posse e doada ao municipio com livros de sua coleção particular dentro, inclusive com adesivos Ex Libris.Túmulo de Altino Arantes e familiares no Cemitério da Consolação em São Paulo (2022)Foi agraciado pelo Estado português com o grau de Grã-Cruz da Ordem Militar de Cristo a 6 de novembro de 1919.[3]
- O edifício sede do Banco do Estado de São Paulo (Banespa) recebeu o nome de Edifício Altino Arantes em homenagem ao primeiro presidente da extinta instituição financeira.
- O posto do km 14 da linha tronco da Estrada de Ferro Sorocabana, localizado em Osasco, foi nomeado Estação Presidente Altino. A estação fica ao lado do bairro nomeado em sua homenagem.
- O município de Altinópolis recebeu este nome em sua homenagem.
- Há em sua homenagem, a Avenida Altino Arantes, no município de Ourinhos, SP.
- Há, ainda, no bairro Vila Clementino, localizado na Zona Sul de São Paulo, a Avenida Doutor Altino Arantes.
- A rodovia SP-351 (trecho coincidente paulista da BR-265), que passa por Altinópolis, é denominada Rodovia Altino Arantes.
- Há uma escola em São Paulo, com o nome "EMEF Altino Arantes"
- Foi inaugurado no início da década de 80 um bairro com seu nome no município de Batatais
- Há uma rua na cidade de Ribeirão Preto em seu nome, iniciando na rua Visconde de Inhaúma cruzando várias ruas e avenidas como Presidente Vargas e Independência, terminando na avenida  9 de julho em sua maioria no Jardim Sumaré.
- Há uma escola no interior de São Paulo, região da Alta Paulista com seu nome "ESG Prof° Altino Arantes" no município de Quintana
- Em Patrocínio Paulista existe a Travessa Dr Altino Arantes e a Praça Dr Altino Arantes.
- Há uma avenida que leva o nome de Presidente Altino Arantes no bairro de Jundiapeba, em Mogi das Cruzes.[4]